# Carl-Gustaf Hammarskjöld (sjöofficer)
Carl-Gustaf Eric Haile Hammarskjöld, född den 6 november 1934 i Karlskrona amiralitetsförsamling i Blekinge län, död den 28 december 2021 i Stockholm, var en svensk adelsman och sjömilitär.
Hammarskjöld tog studentexamen i Stockholm 1954, blev officer i flottan 1957 samt befordrades till löjtnant 1959 och kapten 66. Han gick stabskursen vid  Militärhögskolan 1966–1968. Han befordrades till kommendörkapten av andra graden 1970 och kommendörkapten av första graden 1972 samt studerade vid US Navy War College 1972–1973. Åren 1973–1975 var han fartygschef på HMS Halland. År 1977 blev han kommendörkapten med särskild tjänsteställning och 1979–1980 var han fartygschef på HMS Älvsnabben. Han befordrades till kommendör 1981 och var chef för Kungliga Sjökrigsskolan 1982–1983 samt ställföreträdande chef för Västkustens marinkommando med Älvsborgs kustartilleriregemente 1983–1985. Han var marinattaché vid ambassaden i Washington 1985–1989. År 1989 gick han Försvarshögskolans chefskurs och 1989–1992 var han chef för Underrättelse- och säkerhetskontoret på Försvarsstaben. Han befordrades 1992 till kommendör av första graden och var chef för Västkustens marinkommando 1992–1995.
Carl-Gustaf Hammarskjöld invaldes 1969 som korresponderande ledamot av Kungliga Örlogsmannasällskapet och 1984 som ledamot av Kungliga Krigsvetenskapsakademien. Han var 1980–1984 ordförande i Militärsällskapet i Stockholm och 1980–1983 ordförande i Svenska officersförbundet.
Hammarskjöld var son till civilingenjören Carl Hammarskjöld och Marianne (född Virgin). Han var från 1960 till sin död gift med Kerstin Durling (1935–2022). Carl-Gustaf Hammarskjöld är begravd på Galärvarvskyrkogården i Stockholm.